# Opći izbori u Urugvaju 2014.
Opći izbori u Urugvaju 2014. naziv su za istovremeno održane predsjedničke i parlamentarne izbore krajem 2014. godine. Prvi krug izbora održan je 26. listopada 2014. Budući da u prvom krugu nije bio izabran predsjednik, drugi krug, ali samo za predsjedničke izbore, održan je 30. studenog 2014.
Dva dana prije održavanja prvog kruga, Urugvajski parlament je odredio da će se na ovim izborima prvi i jedini put primijeniti zakon o rodnoj kvoti koji od stranaka na izbornim listama zahtijeva minimalno 33% kandidata ženskog spola. Kvota je izglasana već 2009. godine, ali je na zahtjev Narodne stranke određeno da se ona mora primijenjivati samo na unutarstranačkim izborima te na lokalnim izborima 2015. godine. Prema predizbornim anketama, oko 60% Urugvajaca je podržalo ovu inicijativu.
Dotadašnji predsjednik José Mujica predao je predsjedničku vlast svom stranačkom kolegi, onkologu Tabaru Vázquezu (Široki front), koji je porazio kandidata Narodne stranke Luisa Alberta Lacalla Pou u drugom krugu predsjedničkih izbora i time ostvario svoj drugi predsjednički mandat (predsjednik je bio od 2005. do 2010.) Drugi kandidat Širokog fronta, Raúl Fernando Sendic, predsjednik nacionalne naftne tvrtke ANCAP-a (2008. – 2013.) i bivši ministar industrije, energetike i rudarstva (2009. – 2010.), proglašen je 16. potpredsjednikom Urugvaja. Osim na predsjedničkim, Široki front je pobijedio i na parlamentarnim izborima, osvojivši 50 od 99 mjesta u Parlamentu. Time je potvrdio političku dominaciju koja je započela 1999. godine.
1. ožujka 2015. izabrani predsjednik Tabaré Vázquez položio je zakletvu i time i službeno započeo svoj petogodišnji predsjednički mandat.

## Predizborne ankete
| Provoditelj ankete | Nadnevak               | Broj ispitanika | Široki front | Narodna stranka | Colorado | Neovisna stranka | Asamblea Popular | Neodlučni |
| ------------------ | ---------------------- | --------------- | ------------ | --------------- | -------- | ---------------- | ---------------- | --------- |
| Cifra              | 10. – 21. srpnja 2013. | 1.021           | 43%          | 25%             | 14%      | 2%               | -                | 16%       |
| Mori               | 21. prosinca 2013.     | nepoznat broj   | 44%          | 25%             | 14%      | 2%               | -                | 11%       |
| Cifra              | 19. veljače 2014.      | 1.000           | 45%          | 28%             | 15%      | -                | -                | -         |

## Rezultati izbora
| Stranka | Predsjednički kandidat               | Prvi krug | Prvi krug | Drugi krug | Drugi krug | Zastupnička mjesta | Zastupnička mjesta | Zastupnička mjesta | Zastupnička mjesta |
| Stranka | Predsjednički kandidat               | Glasovi   | %         | Glasovi    | %          | Parlament          | +/–                | Senat              | +/–                |
| --- | ------------------------------------ | --------- | --------- | ---------- | ---------- | ------------------ | ------------------ | ------------------ | ------------------ |
| Široki front | Tabaré Vázquez                       | 1.134.187 | 49,45     | 1.226.105  | 56,63      | 50                 | 0                  | 15                 | –1                 |
| Narodna stranka | Luis Alberto Lacalle Pou             | 732.601   | 31,94     | 939,074    | 43,37      | 32                 | +2                 | 10                 | +1                 |
| Colorado stranka | Pedro Bordaberry                     | 305.699   | 13,33     |            |            | 13                 | –4                 | 4                  | –1                 |
| Neovisna stranka | Pablo Mieres                         | 73.379    | 3,20      | 3          | +1         | 1                  | +1                 |                    |                    |
| Asamblea Popular | Gonzalo Abella                       | 26.869    | 1,17      | 1          | +1         | 0                  | 0                  |                    |                    |
| Partido Ecologista Radical Intransigente                                                                                  | César Vega                           | 17.835    | 0,78      | 0          | novi       | 0                  | novi               |                    |                    |
| Radnička stranka | Rafael Fernández                     | 3.218     | 0,14      | 0          | -          | 0                  | -                  |                    |                    |
| Nevažeći/prazni listići                                                                                                   | Nevažeći/prazni listići              | 78.329    | –         | 156.051    | –          | –                  | –                  | –                  | –                  |
| Ukupno | Ukupno                               | 2.372.117 | 100       | 2.321.230  | 100        | 99                 | 0                  | 30                 | 0                  |
| Broj birača s pravom glasa/izlaznost                                                                                      | Broj birača s pravom glasa/izlaznost | 2.620.791 | 90,51     | 2.620.791  | 88,57      | –                  | –                  | –                  | –                  |
| Izvori: Corte Electoral Arhivirana inačica izvorne stranice od 14. studenoga 2014. (Wayback Machine), Buenos Aires Herald |                                      |           |           |            |            |                    |                    |                    |                    |

## Vanjske poveznice
- (šp.) Izborni urugvajski sud: Proceso Electoral en la República Oriental del Uruguay 2014- 2015  Arhivirana inačica izvorne stranice od 16. travnja 2016. (Wayback Machine)